# Birgit Hellbom
Birgit Sonja Ingeborg Hellbom, ogift Nyman, född 1 juli 1923 i Helsingborgs stadsförsamling i dåvarande Malmöhus län, död 1 september 1993 i Danderyds församling i Stockholms län, var en svensk vittnespsykolog och författare.
Birgit Hellbom var dotter till professor Alf Nyman och Ingeborg Jarl. Efter akademiska studier blev hon filosofie licentiat.
Åren 1949–1953 var hon gift med bibliotekarien John Tuneld (1904–1982) och 1956–1973 med regissören Olle Hellbom (1925–1982). Hon är mor till bland andra Jan Hellbom (född 1956) och Tove Hellbom (född 1958).